# Le Cure
Le Cure sono una zona residenziale di Firenze, situata nella parte nord della città e attualmente parte della circoscrizione "Quartiere 2".

## Origini del nome
Caratterizzata dalla presenza del Mugnone, la zona deriva il nome da una delle attività più importanti che avvenivano nell'area, proprio grazie alla presenza di questo corso d'acqua, vale a dire quella di "curare" i tessuti. Con questo termine si indicava anticamente il lavaggio delle pezze finché non perdessero la loro ruvidità e il colore giallognolo per ottenere morbidezza e un colore più bianco. Quello del "curandaio" era un antico mestiere nella produzione dei tessuti e del lino in particolare, ma una volta che i processi di produzione resero obsoleta la necessità di "curare" le tele, il nome curandaio rimase semplicemente come sinonimo di lavandaio e poiché questo mestiere era svolto principalmente da donne, esse venivano dette curandaie.

## Storia
Anticamente, quest'area a nord di Porta San Gallo e di Porta a Pinti era aperta campagna, fuori appunto dalle mura cittadine e costituendo un'area di collegamento con la comunità di Fiesole, di cui si trova alle pendici.
Nel 1520 fu luogo di una apparizione mariana che dette adito alla costruzione di un oratorio, detto della "Madonna della Querce" e ubicato sulla via della Piazzuola, poi abbattuto e trasformato tra il 1865 e il 1870.
L'area delle Cure iniziò un processo di rapida urbanizzazione a partire dal tardo Ottocento, con la fase di espansione legata al periodo di Firenze Capitale. La sistemazione urbanistica progettata da Giuseppe Poggi arrivò soltanto a lambire questa zona, definendone però alcuni aspetti in modo ancora visibile: la ferrovia come limite in direzione del centro storico, il riassetto del Mugnone e di altri corsi d'acqua minori, la creazione dei principali spazi ed assi viari. Nella nuova Piazza delle Cure fu collocata una delle barriere di dazio che seguivano l'estensione del territorio cittadino, e dallo stesso punto partiva la prima linea di omnibus cittadina, che passando dalla attuale piazza della Libertà, arrivava in piazza della Signoria.
Nello stesso periodo si stabilirono in questa zona della città (o nelle immediate zone limitrofe) alcune attività industriali, che finiranno per caratterizzare in senso popolare ed operaio il quartiere: tra queste la lavanderia Bellucci lungo la via Faentina dal 1810 al 1975; il setificio Maffei; la Fonderia delle Cure in via Maffei n.3 dal 1865 al 1967; il Mulino Biondi sul nuovo Viale Militare (l'attuale Viale dei Mille) dal 1884 al 1962; le Officine Galileo sul viale Regina Vittoria (odierno viale Don Minzoni) dal 1870 al 1909; la Società Anonima Les Tramways Florentins (i primi tram di Firenze); il colorificio Romer in via Luca Giordano n.7 dal 1895 al 1961; lo stabilimento tipografico Salani sul viale Militare (poi viale dei Mille, al n.24) dal 1887 al 1958.
La zona venne significativamente influenzata dal nuovo taglio della linea ferroviaria per la stazione di Firenze Campo di Marte, che la separò in modo netto dalla zona adiacente di Piazza Savonarola. Del 1914 è la costruzione del cavalcavia che collega il viale Don Minzoni con la piazza delle Cure. Il sottopassaggio pedonale risale invece agli anni Settanta del Novecento; oggi è uno dei luoghi più frequentati a Firenze per i graffiti e l'arte di strada. 
Nella piazza si tiene quotidianamente un mercato, che da dicembre del 2019 ha beneficiato di una nuova copertura, realizzata assieme ad una generale risistemazione della piazza.

## Altre immagini

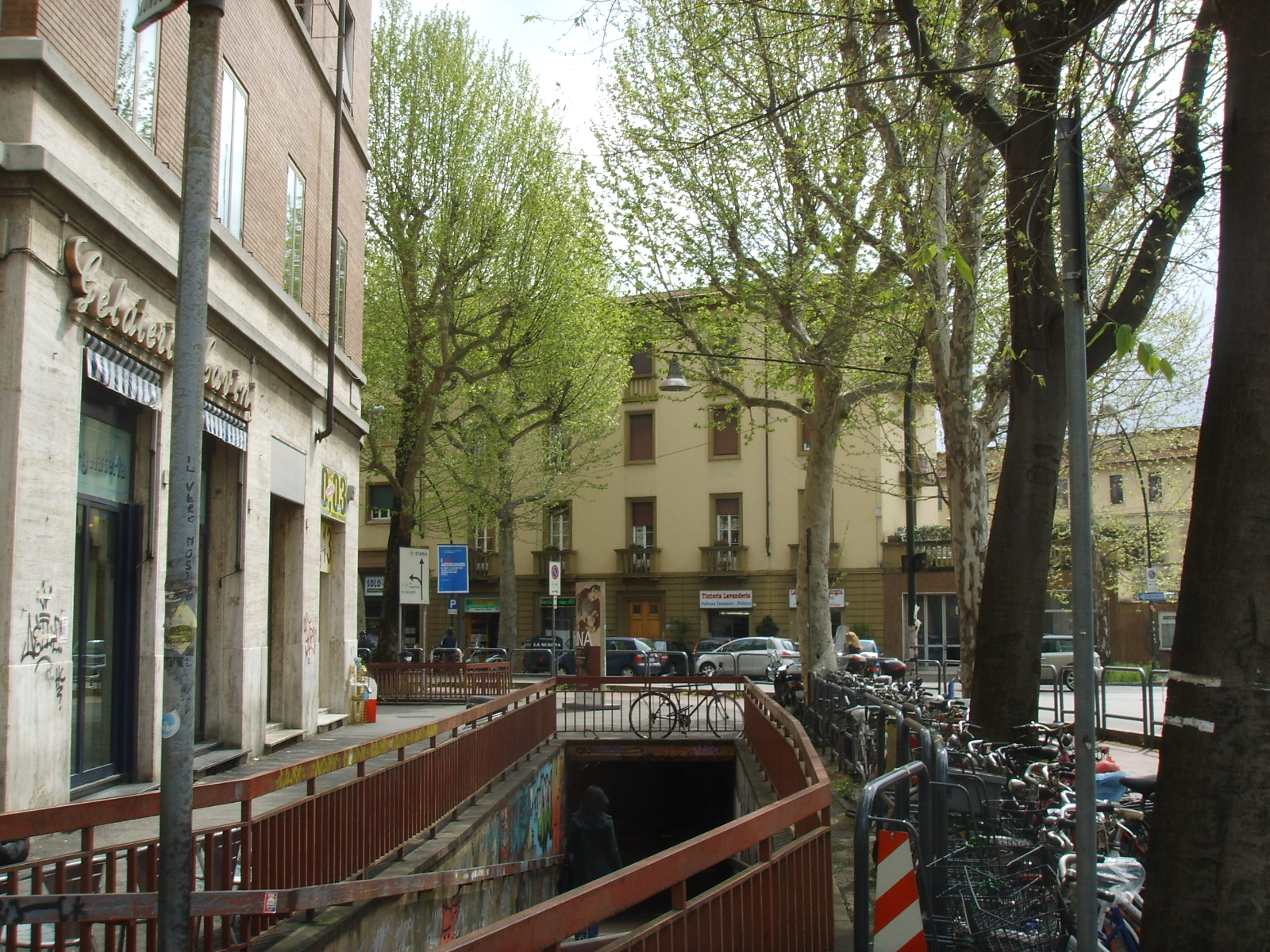
Piazza delle Cure
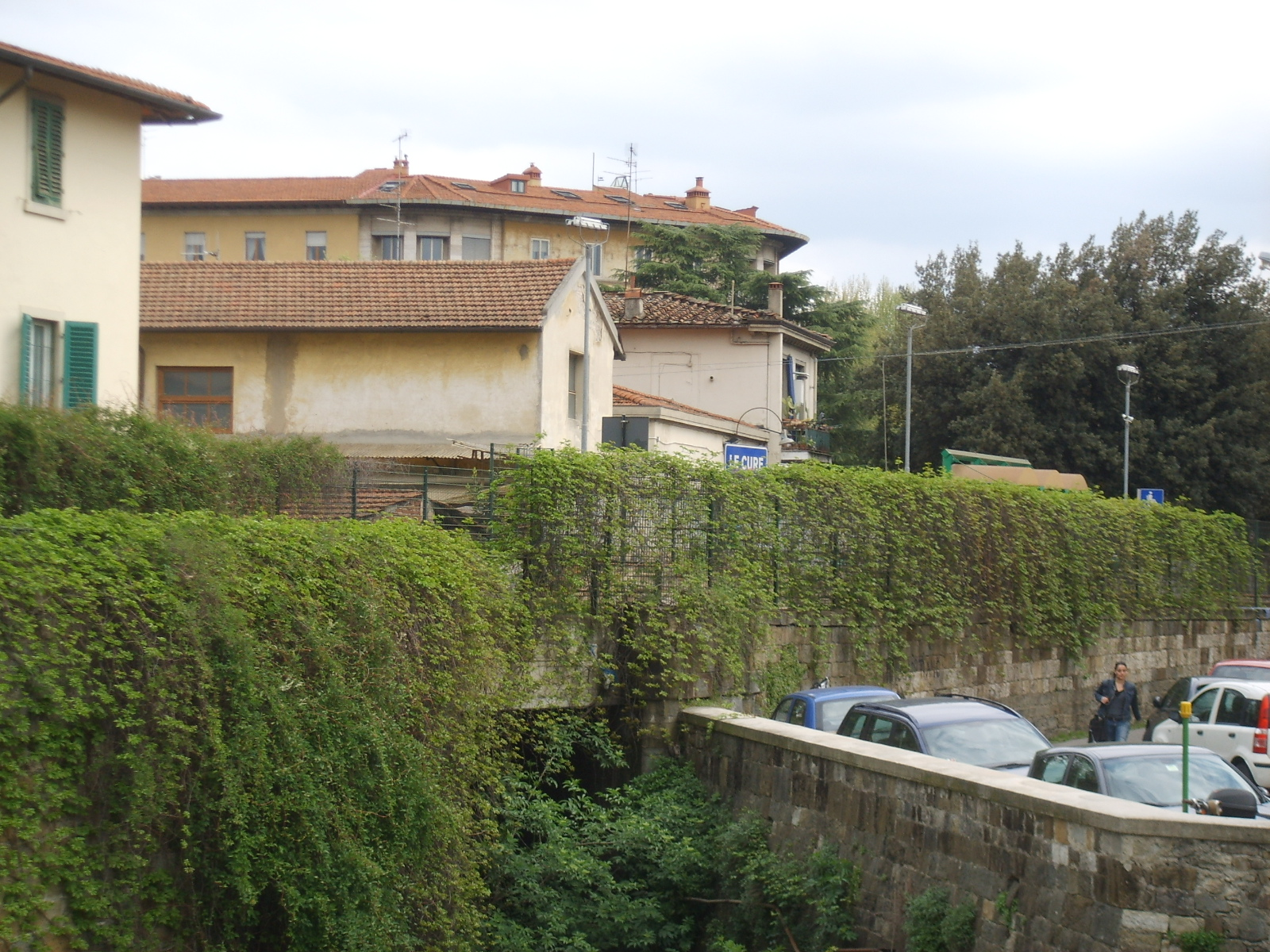
Stazione di Firenze Le Cure, sulla Ferrovia Faentina
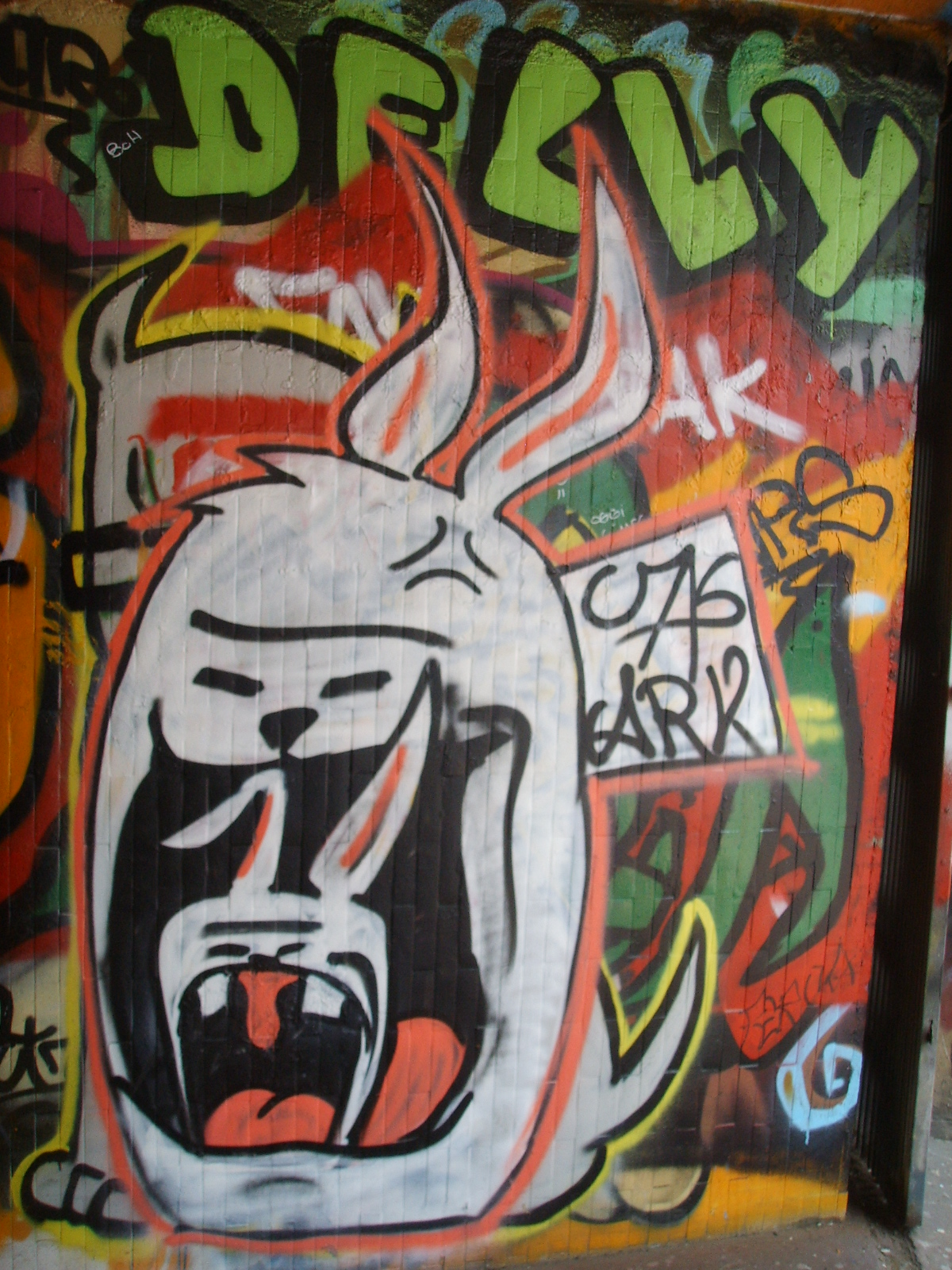
Graffiti nel sottopassaggio delle Cure
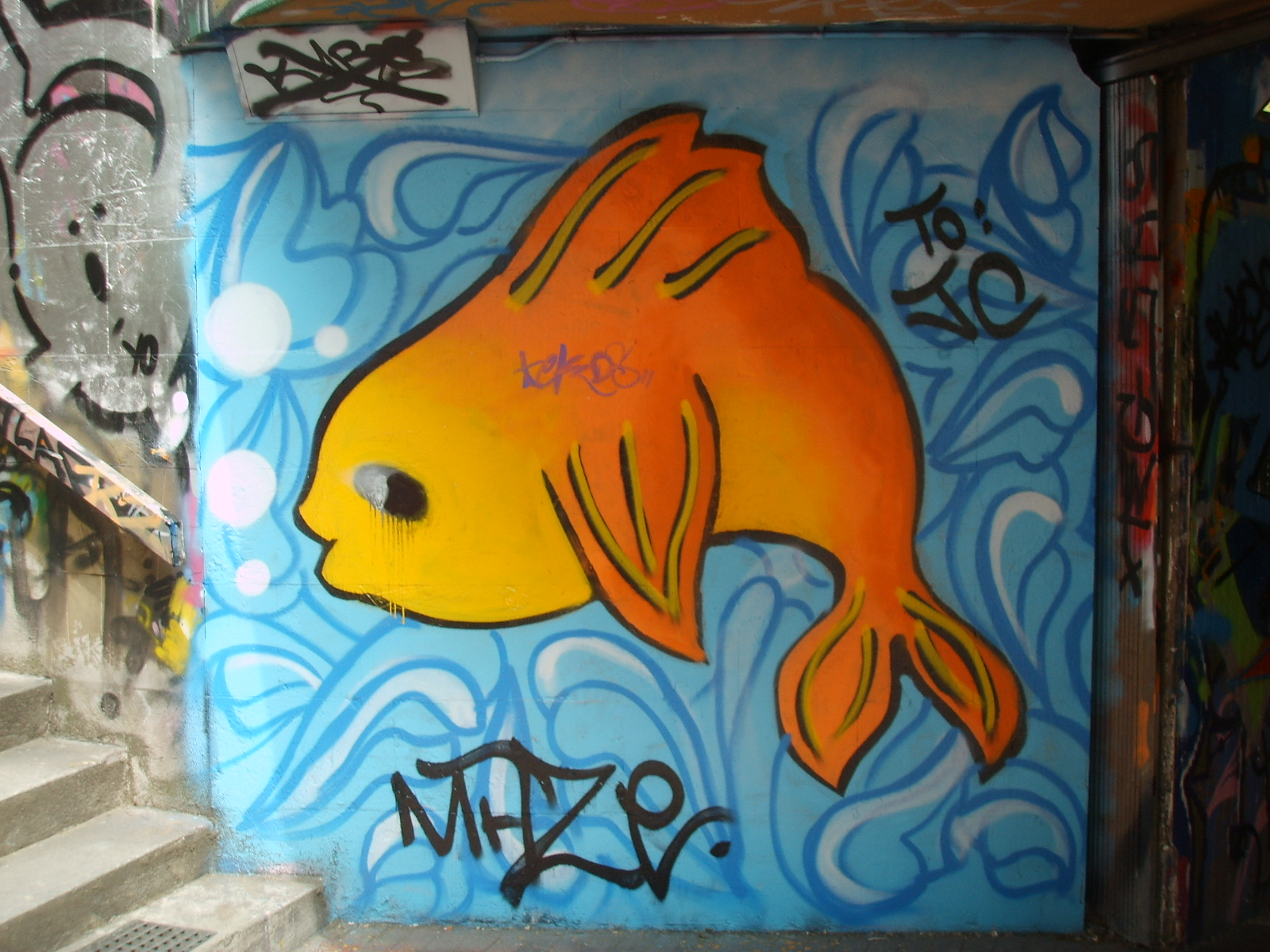
Graffiti nel sottopassaggio delle Cure
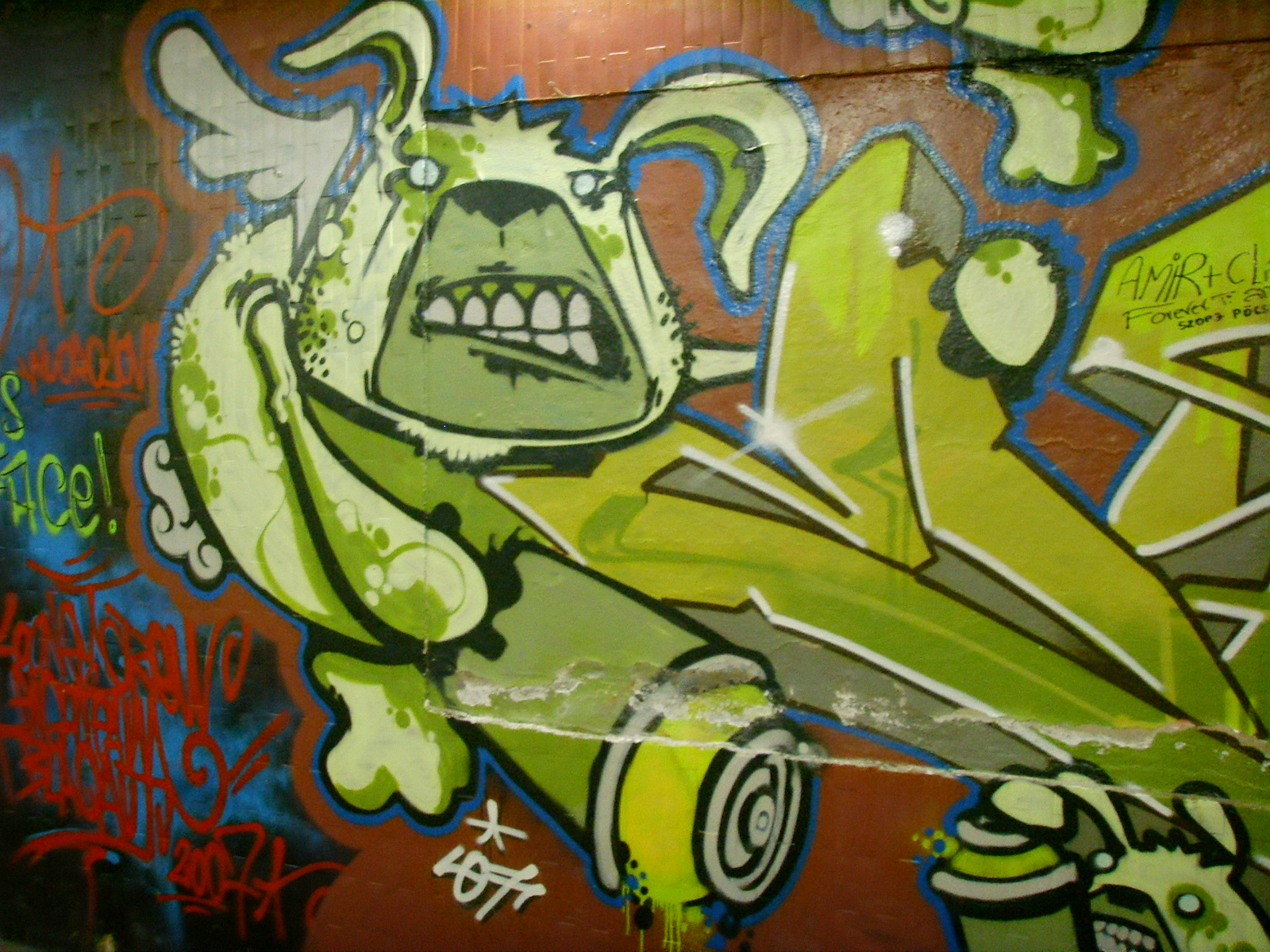
Graffiti nel sottopassaggio delle Cure
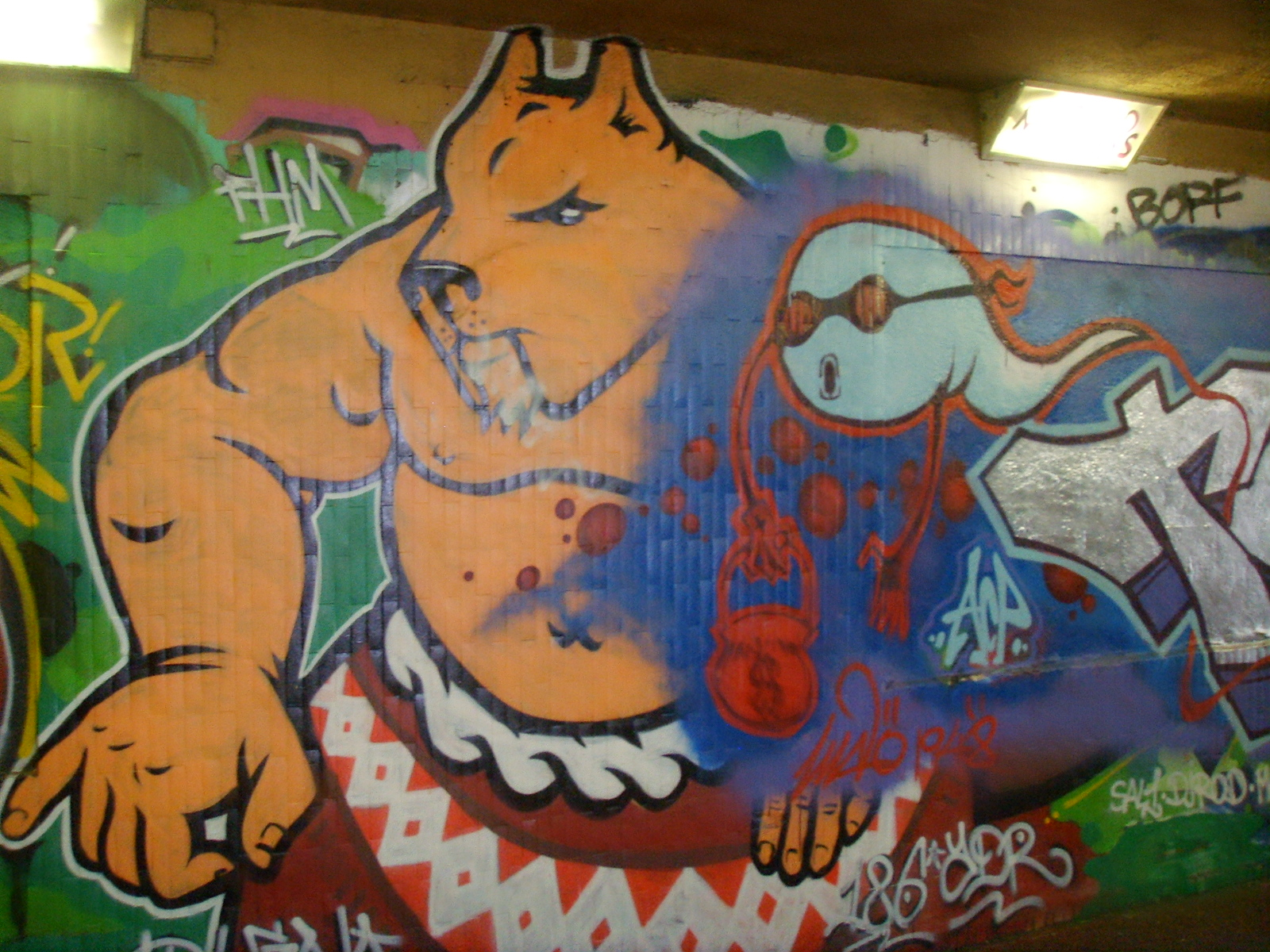
Graffiti nel sottopassaggio delle Cure